# Woodrow Wilson

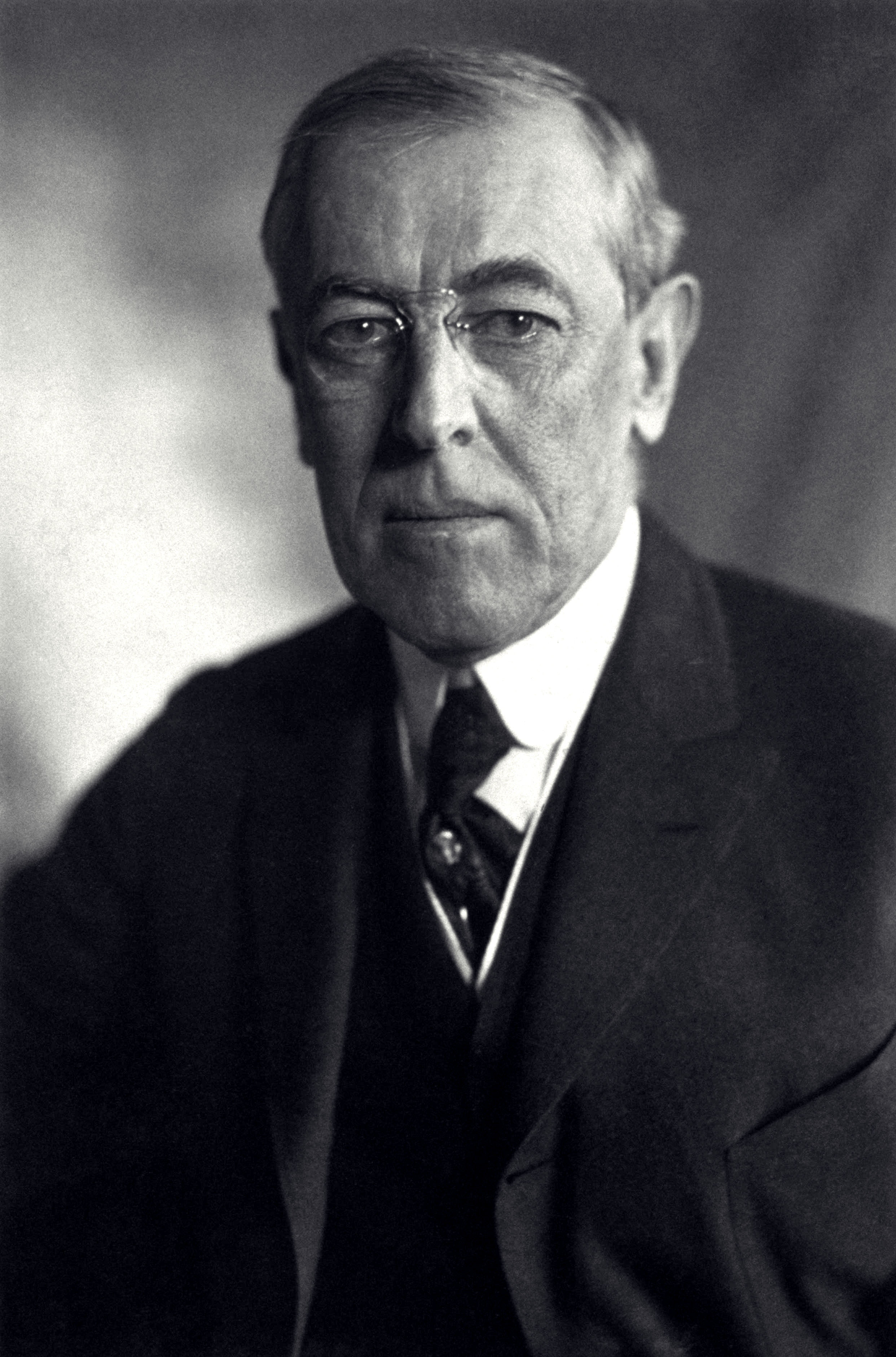
Woodrow Wilson (1919)

Thomas Woodrow Wilson [ˈtɒməs ˈwʊdɹoʊ ˈwɪlsən] (* 28. Dezember 1856 in Staunton, Virginia; † 3. Februar 1924 in Washington, D.C.) war ein US-amerikanischer Politiker der Demokratischen Partei und von 1913 bis 1921 der 28. Präsident der Vereinigten Staaten.
Nach anfänglicher Neutralität traten die Vereinigten Staaten während seiner zweiten Amtszeit, im April 1917 in den Ersten Weltkrieg ein. Sein im Januar 1918 veröffentlichtes 14-Punkte-Programm wurde ein bedeutender Referenzpunkt der öffentlichen Debatten um eine Beendigung des Krieges. Bei der Pariser Friedenskonferenz 1919 gehörte er dem Rat der Vier an. Weitgehend auf seine Initiative geht die Gründung des Völkerbundes zurück. 1919 wurde ihm der Friedensnobelpreis verliehen.

## Leben

### Familiäre Herkunft
Wilsons Mutter, Jessie Janet Woodrow (1826–1888), wurde in Carlisle (England, Großbritannien) geboren, sein Vater, Joseph Ruggles Wilson (1822–1903), in Steubenville, Ohio. Das Elternpaar begab sich 1851 in die Südstaaten und sympathisierte dort mit der Konföderation. Woodrow Wilsons Vater war ein promovierter Theologe und Pfarrer der Presbyterianischen Kirche, sah darin jedoch keinen Widerspruch zur Sklaverei und hielt eigene Sklaven. Woodrow Wilson, der als drittes von vier Kindern des Paares geboren wurde, war mütterlicherseits schottischer und väterlicherseits schottisch-irischer Abstammung. Die Mutter stammte von Thomas Wodrow (ursprüngliche Schreibweise des Nachnamens) ab, dem ersten Historiker der Kirche von Schottland, nach dem die Wodrow Historical Society of Scotland benannt ist.

### Studium und akademische Karriere
Wilson hatte sich in Privatschulen in Augusta, Georgia, und Columbia, South Carolina, auf die Hochschulreife vorbereitet. Er studierte an der Princeton University (1875–1879), wo er 1879 zum Bachelor of Arts graduiert wurde. Anschließend studierte er ein Jahr lang Rechtswissenschaften an der University of Virginia in Charlottesville. Jedoch empfand er die Rechtswissenschaft als langweilig und schrieb in einem Brief an einen Freund: “The Law is indeed a hard taskmaster ... [I am] swallowing the vast mass of its technicalities with as good a grace and as straight a face as an offended palate will allow”. Jedoch nutzte er seine Zeit dort, um seinem Interesse an öffentlichen Reden und Debatten nachzugehen. Er trat der Jefferson Debating Society sowie dem Glee Club, dem Chapel Choir und der Phi Kappa Psi Fraternity bei. So vertrat er noch im selben Jahr sein Chapter (dt. Abteilung) auf dem Jahreskongress der Fraternity in Washington und wurde bereits in 1880 zum general president seines Chapters gewählt. Während seiner Zeit in Virginia legte Wilson seinen Vornamen Thomas ab und nannte sich fortan mit seinem zweiten Vornamen Woodrow.
Anschließend absolvierte er in Atlanta, Georgia, ein dreijähriges juristisches Praktikum (1880–1883). Während dieser Zeit entschied er sich, Lehrer zu werden. 1883 studierte er an der Johns Hopkins University in Baltimore, Maryland, Geschichte und Politikwissenschaften; 1886 promovierte er dort mit dem Thema Congressional Government zum Doktor der Philosophie (Ph.D.). Von 1885 bis 1888 war er Lehrer am Bryn Mawr College in Pennsylvania, einer angesehenen höheren Lehranstalt für Mädchen.
Im Juni 1885 heiratete er die aus Savannah, Georgia, stammende Ellen Luise, geborene Axsen. Aus der Ehe gingen drei Töchter hervor: Margaret Woodrow Wilson (1886–1944), Jessie Woodrow Wilson (1887–1933) und Eleanor Randolph Wilson (1889–1967).

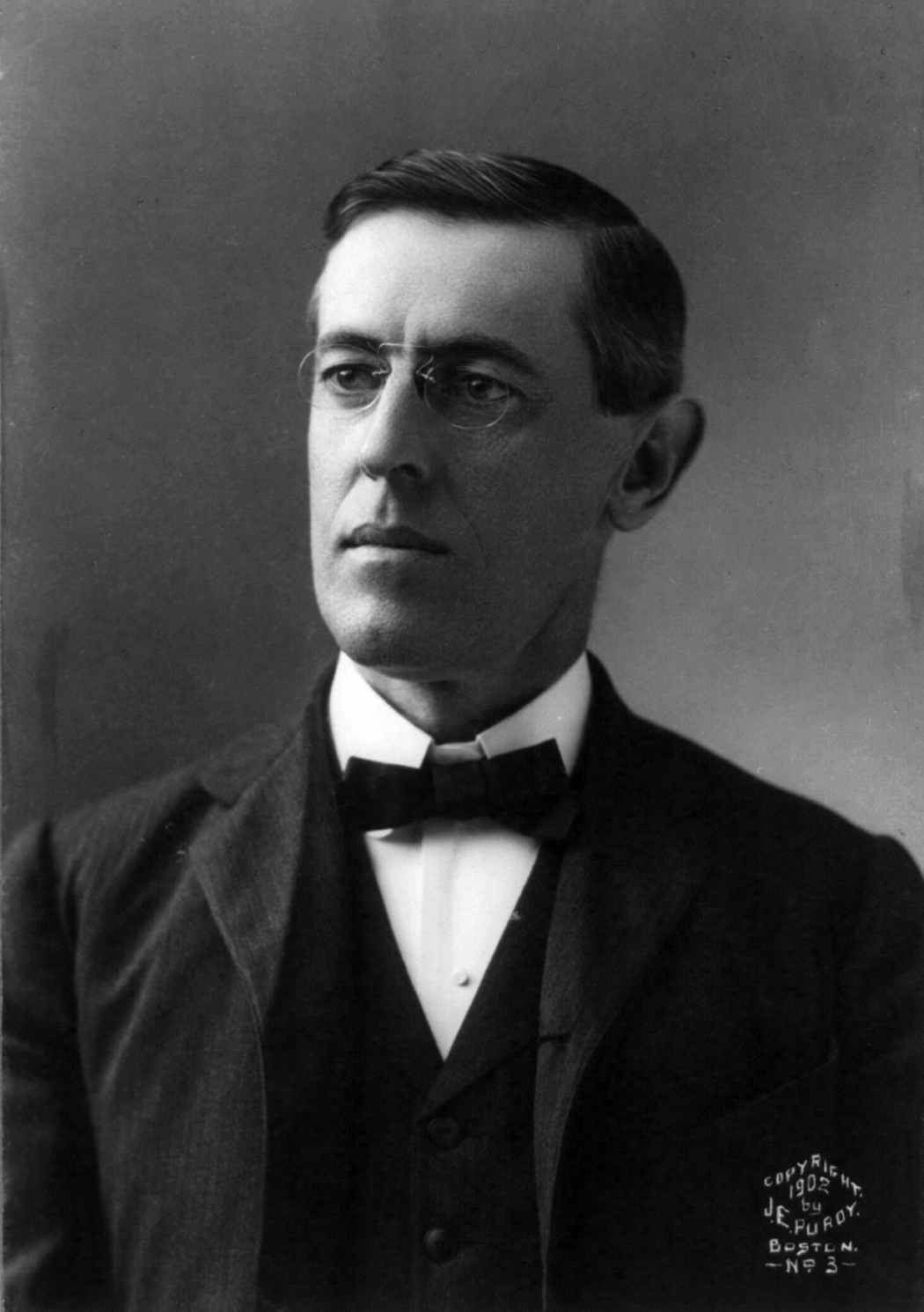
Wilson (1902)

1888 wurde er Professor für Geschichte und Volkswirtschaftslehre an der Wesleyan University in Middletown, Connecticut. Von 1887 bis 1898 war er nebenher als Dozent für Verwaltungswissenschaften an der Johns Hopkins University tätig, an der er studiert hatte. Ab 1890 war er Professor für Rechtswissenschaft und Nationalökonomie in Princeton, von 1902 bis 1910 fungierte er als Präsident dieser Universität. In dieser Position empfahl Wilson Schwarzen, sich dort nicht für einen Studienplatz zu bewerben, um den „Rassenfrieden“ zu erhalten. Seit 1898 war er gewähltes Mitglied der American Academy of Arts and Letters.
Im Jahr 1901 veröffentlichte Wilson sein fünfbändiges Geschichtswerk A History of the American People. Im Abschnitt über die Rekonstruktionszeit nach dem Amerikanischen Bürgerkrieg zeigte er großes Verständnis für den 1865–1875 aktiven Ku-Klux-Klan und äußerte sich abfällig über Schwarze:

“The white men of the South were aroused by the mere instinct of self-preservation to rid themselves, by fair means or foul, of the intolerable burden of governments sustained by the votes of ignorant negroes and conducted in the interest of adventurers; (…) Every country-side wished to have its own Ku Klux, founded in secrecy and mystery like the mother ‘Den’ at Pulaski, until at last there had sprung into existence a great Ku Klux Klan, an ‘Invisible Empire of the South’, bound together in loose organization to protect the southern country from some of the ugliest hazards of a time of revolution.”

„Die weißen Männer des Südens waren aufgerüttelt durch den bloßen Selbsterhaltungstrieb, sich – mit gerechten Mitteln oder mit schrecklichen – zu befreien von der unerträglichen Last einer Regierung, die sich auf die Stimmen der ungebildeten Neger stützte und im Interesse von Abenteurern geführt wurde; (…) Jede ländliche Gegend wünschte sich ihren eigenen Ku-Klux, gegründet in Verschwiegenheit und Geheimnis wie die Mutter-‚Höhle‘ in Pulaski, bis letztlich ein großer Ku-Klux-Klan, ein ‚Unsichtbares Reich des Südens‘ entstanden war, in lockerer Organisation miteinander verbunden, um das Land des Südens vor einigen der übelsten Gefahren in einer Zeit der Umwälzung zu schützen.“

### Gouverneur von New Jersey
1910 kandidierte Wilson für die Demokratische Partei als Gouverneur von New Jersey. Er trat gegen den Republikaner Vivian M. Lewis an, ein Mitglied der Staatsregierung, und bezwang diesen mit einem Vorsprung von mehr als 49.000 Stimmen. Der Umstand, dass Wilson vorher kein politisches Amt ausgeübt hatte, wirkte sich zu seinen Gunsten aus; sein Versprechen, sich vom Parteiapparat die Amtsführung nicht diktieren zu lassen, wurde von den Wählern honoriert. Wilson hielt sich an seine Wahlkampfaussagen und setzte Reformen durch, die von der demokratischen Parteiführung nicht mitgetragen wurden. 1911 wurde er in die American Academy of Arts and Sciences gewählt.

### Präsidentschaft (1913–1921)
Trotz seiner bei der demokratischen Parteiführung missliebigen Reformen als Gouverneur führte seine wachsende Popularität dazu, dass er im Vorfeld der Präsidentschaftswahl 1912 zum Kreis der Bewerber um die demokratische Nominierung gehörte. Weitere Kandidaten waren Champ Clark, Sprecher des Repräsentantenhauses aus Missouri, Judson Harmon, Gouverneur von Ohio, Oscar Underwood, Kongressabgeordneter aus Alabama, und Thomas R. Marshall, Gouverneur von Indiana. Bei der Democratic National Convention in Baltimore ergab sich letztlich ein Zweikampf zwischen Clark und Wilson, wobei Clark in sämtlichen Wahlgängen zunächst stets den ersten Platz belegte, jedoch zu keinem Zeitpunkt in Reichweite der notwendigen Zweidrittelmehrheit war. Als der dreimalige Präsidentschaftskandidat William Jennings Bryan – später Außenminister in Wilsons Kabinett – dann seinen Einfluss geltend machte und eine Reihe von Delegierten dazu brachte, ihre Stimme Wilson zu geben, erhielt dieser im 46. Wahlgang die nötige Mehrheit. Zu seinem Running Mate für das Amt des Vizepräsidenten wählte er den zuvor bei der Nominierung für das Präsidentenamt chancenlosen Thomas Marshall.

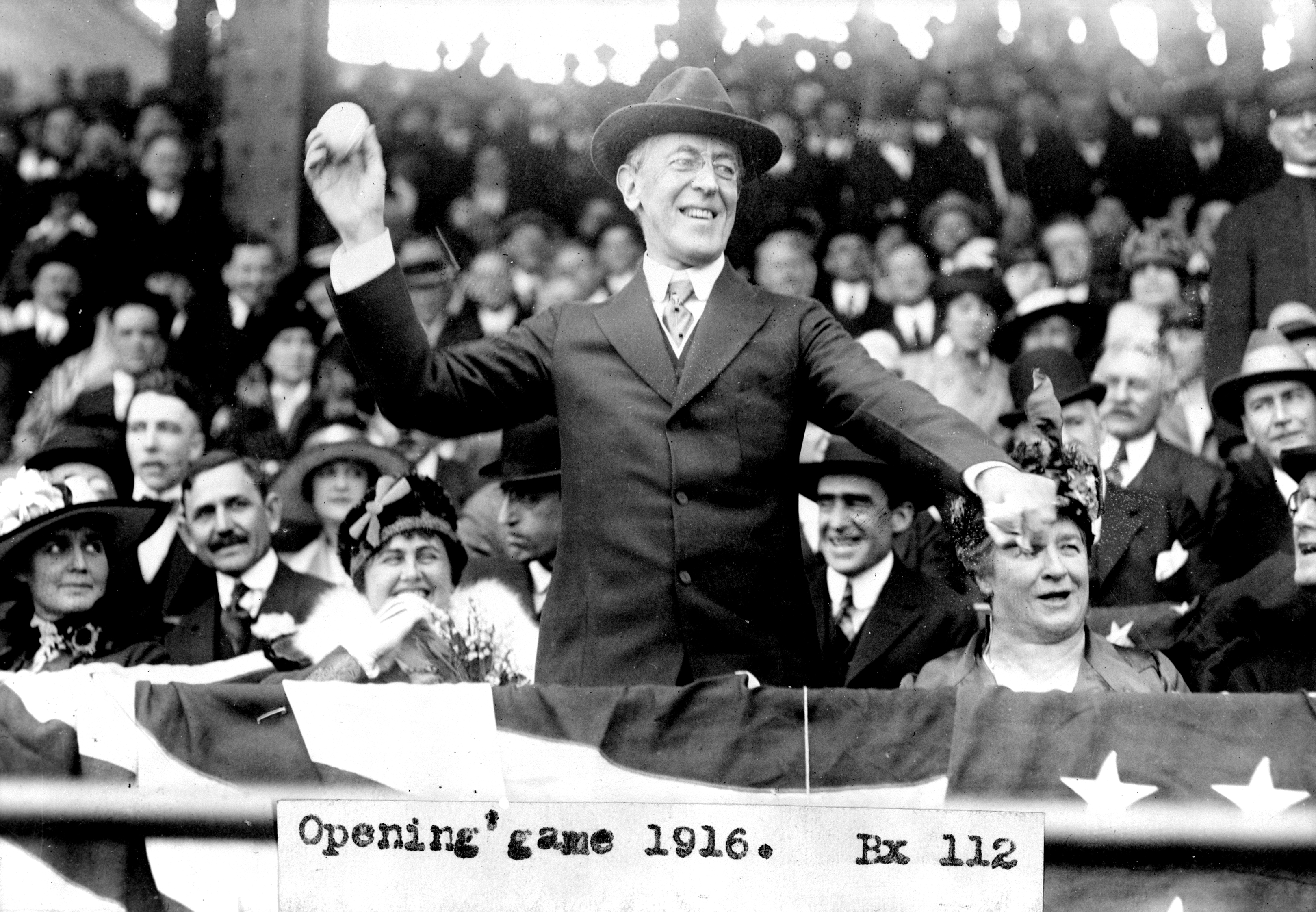
Woodrow Wilson eröffnet die Baseballsaison 1916

Am 5. November 1912 gewann Wilson die Präsidentschaftswahl gegen die zwischen Präsident William Howard Taft und Ex-Präsident Theodore Roosevelt, der für die Progressive Party antrat, gespaltenen Republikaner. Aufgrund des Umstandes, dass es drei ernsthafte Kandidaten gab, reichte ihm ein Stimmenanteil von 41,8 Prozent, wobei er die Wahlmännerstimmen von 40 der 48 Bundesstaaten erhielt. Wilson war der zweite demokratische Präsident seit 1897 und der erste Präsident seit Andrew Johnson (1865–1869), der aus den ehemaligen Konföderierten Staaten stammte. Innenpolitisch setzte er sich vor allem im Sinne des Progressivismus für eine sozialreformerische Politik ein. Unter anderem setzte er die Federal Trade Commission gegen quasi-monopolistische Trusts ein.
Während seiner Präsidentschaft starb Anfang August 1914 seine erste Ehefrau Ellen Louise. Ein Jahr später heiratete er die 43-jährige Witwe Edith White Bolling Galt. Da sich Wilson in der Presse starker persönlicher Kritik ausgesetzt sah, so zügig nach dem Tod der ersten Frau erneut zu heiraten, fand die Hochzeitszeremonie am 18. Dezember 1915 nicht im Weißen Haus statt.

#### Federal Reserve Act
In Wilsons Amtszeit fiel die Verabschiedung des Federal Reserve Act im Kongress am 23. Dezember 1913. Ziel des Federal Reserve Acts war, die gesetzliche Grundlage für eine Zentralbank zu schaffen, die weitestgehend amerikanisch dominiert werden sollte. Dieses Bankenkartell wird heute umgangssprachlich als „Fed“ bezeichnet und setzt sich aus zwölf regionalen Privatbanken zusammen, die sich „Federal-Reserve-Banken“ nennen. Seit seiner Gründung wurde Kritik am Federal Reserve System laut.

#### Rassenpolitik und Segregation
Wilson unterstützte die Südstaaten in ihrem Anliegen, das die Schwarzen benachteiligende Wahlrecht zu bewahren und ohne Eingriffe der Bundespolitik die Rassentrennung („Segregation“) zu festigen.

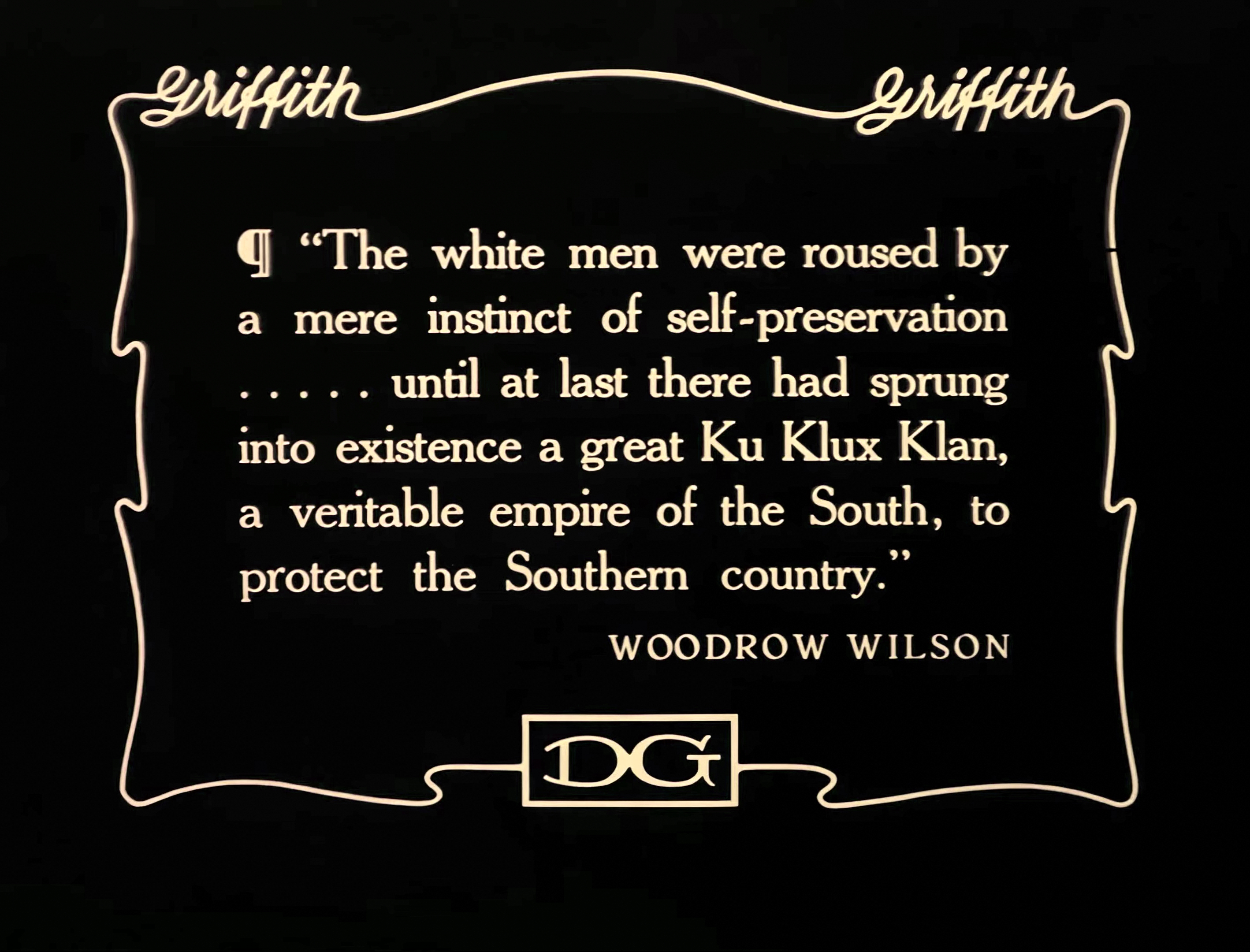
Wilson-Zitat als Titelkarte im Film Die Geburt einer Nation

Als Präsident brachte er viele weiße Südstaatler in politische Ämter und führte in den Bundesbehörden und im Militär – trotz Protesten – die Rassentrennung wieder ein, die es dort seit dem Bürgerkrieg nicht mehr gegeben hatte. Von den 17 afroamerikanischen Beschäftigten mit Leitungspositionen, die es während der Taft-Regierung in Bundesbehörden gab, entließ Wilson alle bis auf zwei. Für die verbliebenen schwarzen Bediensteten wurden separate Toiletten und Kantinen eingeführt, in einigen Büros auch Trennwände, die sie von den weißen Mitarbeitern abschirmten. Die zuvor übliche Praxis, afroamerikanische Diplomaten zu Botschaftern in Haiti und der Dominikanischen Republik zu ernennen, beendete Wilson.
Während Kabinettssitzungen erzählte der Präsident gerne „darky stories“ (rassistische Witze über Schwarze). D. W. Griffiths Film Die Geburt einer Nation, der den historischen Ku-Klux-Klan verherrlicht und zu dessen Wiederbelebung führte, ließ Wilson 1915 im Weißen Haus vorführen. Drei Zitate aus Wilsons Buch A History of the American People – teils gekürzt, verändert und neu zusammengesetzt – werden in dem Stummfilm als Titelkarten eingeblendet.
Der Historiker Imanuel Geiss beschrieb Wilson als einen gemäßigten südstaatlichen Segregationisten. Der Rassismusforscher Ibram X. Kendi führte Wilson in einem Artikel in der Huffington Post hingegen als einen der rassistischsten Präsidenten der US-Geschichte an. Wilsons Biograph John M. Cooper relativierte in seinem 2009 erschienenen Werk Woodrow Wilson: A Biography dessen Rassismus, womit er aber die Ausnahme in der modernen geschichtswissenschaftlichen Rezeption blieb. Sie betont mehrheitlich Wilsons Rassismus und führt dafür unter anderem an, dass er in Bundesbehörden Jim-Crow-Gesetze zur Rassentrennung einführte, wie sie in den Südstaaten üblich waren, im Völkerbund Gruppen anderer Hautfarbe nicht als gleichwertig akzeptierte und ihnen ihr Recht auf nationale Selbstbestimmung absprach.

#### Erster Weltkrieg
Nach dem Lynchmord am haitianischen Präsidenten Jean Vilbrun Guillaume Sam ließ Wilson dort militärisch intervenieren. Am 28. Juli 1915 besetzten amerikanische Truppen die Inselhälfte. Dies war der Beginn einer 19 Jahre dauernden Okkupation, bei welcher mehr als 2.000 Menschen zu Tode kamen.
Im Ersten Weltkrieg verfolgte Wilson anfangs eine Neutralitätspolitik der Vereinigten Staaten. Er forderte das Deutsche Kaiserreich dazu auf, sich im U-Boot-Krieg gegen die Handelsschifffahrt innerhalb der Blockadezone um Großbritannien an die tradierte Kriegsordnung zu halten, noch bevor diese in Kraft getreten war. Die herkömmliche Kriegsordnung inkludierte jedoch nicht diese neue U-Boot-Waffe, sondern behandelte den klassischen Schiffsverkehr über Wasser. In einer scharf formulierten Botschaft an Berlin, deren Entwurf auf Außenminister Robert Lansing zurückgeht, erklärte Wilson am 10. Februar 1915, dass er für jegliche Schäden an amerikanischen Bürgern und Eigentum das Kaiserreich zur Verantwortung ziehen werde. Durch dieses überstürzte Vorgehen legte er laut dem Historiker Kendrick A. Clements die entscheidenden Weichen für den späteren Kriegseintritt der Vereinigten Staaten.
Die Neutralitätspolitik Wilsons war wesentliches Thema bei seiner Wiederwahl 1916 gegen den Republikaner Charles Evans Hughes. Wilson konnte sich mit 49 gegen 46 Prozent und 277 gegen 254 Wahlmänner knapp durchsetzen und wurde am 4. März 1917 für eine zweite Amtszeit vereidigt. Die Demokraten warben um Stimmen mit dem Spruch: „He kept us out of war!“ („Er hielt uns vom Krieg fern!“); Wilson selbst sagte dies jedoch in keiner einzigen Wahlkampfrede. Erst mit der Wiederaufnahme des uneingeschränkten U-Boot-Kriegs durch das Deutsche Kaiserreich, der Februarrevolution im Russischen Reich und dem Zimmermann-Telegramm (Ziel war ein Bündnis zwischen dem Deutschen Reich und Mexiko) änderte sich die öffentliche Meinung in den Vereinigten Staaten. Am 6. April 1917 traten die Vereinigten Staaten unter Führung Wilsons in den Ersten Weltkrieg ein.

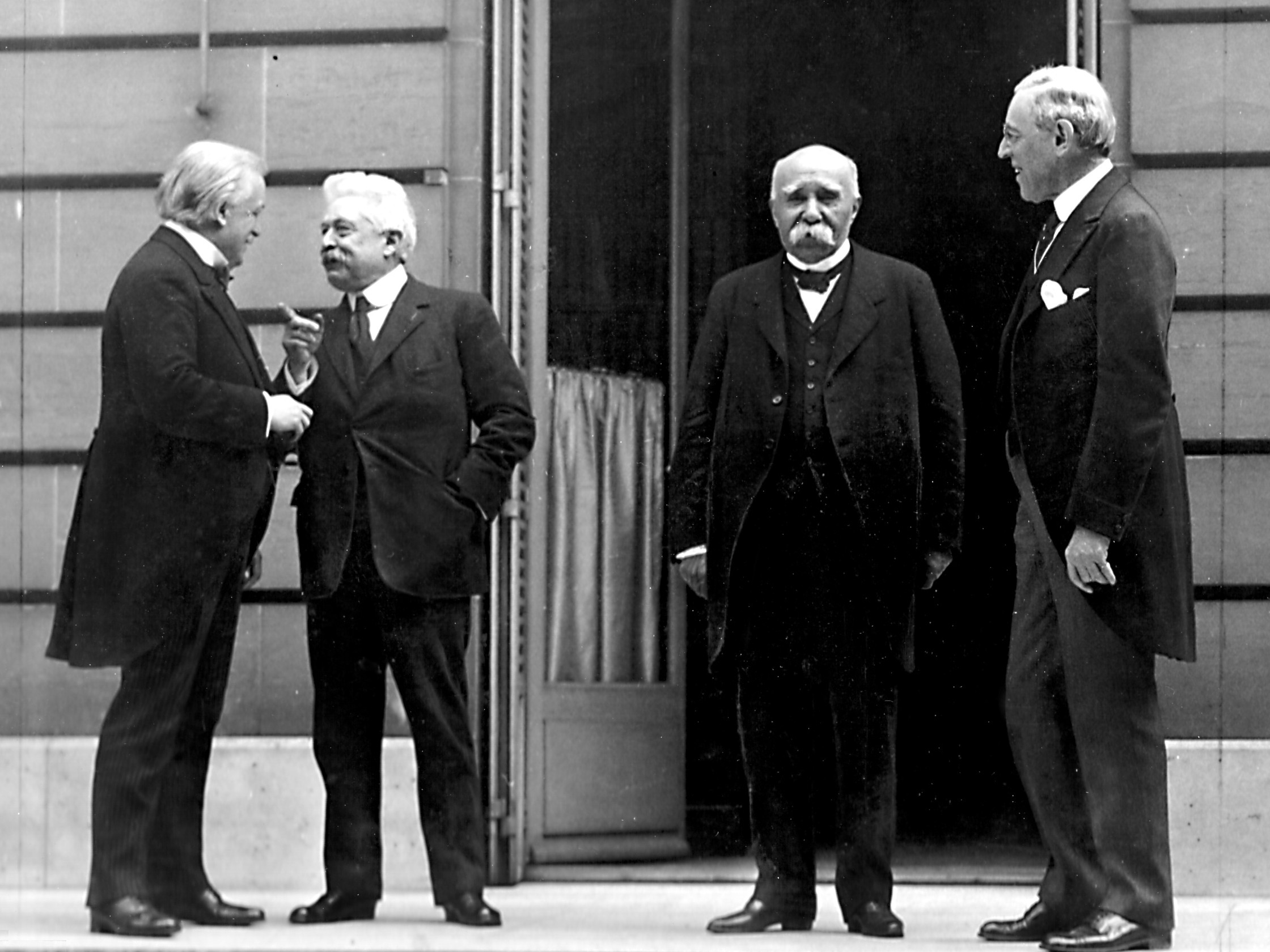
Wilson (ganz rechts) in Paris während der Friedensgespräche (Mai 1919)

Nachdem ein Waffenstillstand vereinbart worden war, begann am 18. Januar 1919 der von den Entente-Staaten und ihren Verbündeten einberufene Friedenskongress von Versailles, der von dem aus Georges Clemenceau, David Lloyd George, dem italienischen Minister Vittorio Orlando und Wilson gebildeten Rat der Vier geleitet wurde.

#### 14-Punkte-Programm und Völkerbund
Wilson schlug als Basis des Friedensschlusses sein bereits im Januar 1918 vorgestelltes 14-Punkte-Programm vor, das unter anderem das Selbstbestimmungsrecht der Völker und die Schaffung eines Völkerbundes zur Verhinderung weiterer Kriege vorsah. In den Friedensverhandlungen, von denen die unterlegene Seite, die Mittelmächte, ausgeschlossen war und die zum Friedensvertrag von Versailles führten, konnte er die 14 Punkte jedoch nur zum Teil und in entscheidenden Punkten nicht durchsetzen. Das lag zum einen daran, dass Clemenceau das französische Revanchebedürfnis befriedigen und auch Orlando Südtirol betreffend italienische Annexionswünsche durchsetzen wollte, und zum anderen, dass Wilsons Position durch die starke Kritik der Republikaner in den Vereinigten Staaten geschwächt wurde. Um die irischstämmigen Amerikaner zu einem Kriegseintritt an der Seite der verhassten Briten zu bewegen, hatte Wilson ihnen versprochen, sich für die Unabhängigkeit Irlands einzusetzen. Nach dem Sieg wollte Wilson davon jedoch nichts mehr wissen. Für das neutrale, jedoch britisch und russisch besetzte Persien organisierte Wilson sogar die Anreise des Diplomaten Ali-Kuli Khan aus Washington nach Paris. Rückblickend urteilte Wilson während einer Vortragsreise durch den Westen der Vereinigten Staaten über den Ersten Weltkrieg, dieser sei vom Ansatz her „ein kommerzieller und industrieller Krieg“ gewesen, „kein politischer Krieg“.
Wilson hatte es im Auftrag der Signatarmächte des Vertrages von Sèvres – in dem die Zukunft des Osmanischen Reichs, eines weiteren Kriegsverbündeten des Deutschen Reichs im Ersten Weltkrieg, geregelt werden sollte – auch übernommen, die Westgrenze für eine unabhängige Republik Armenien festzulegen. Es gelang ihm jedoch nicht, ein US-amerikanisches Mandat für das von ihm bezeichnete Gebiet durchzusetzen. Die 1918 gegründete Republik Armenien wurde 1920 im Zuge des Türkischen Befreiungskrieges weitgehend von den Truppen Kemal Atatürks erobert und entging nur durch die Sowjetisierung der vollständigen Vernichtung.
Der US-Kongress lehnte den mit dem Versailler Vertrag verbundenen Beitritt zum Völkerbund ab; die Vereinigten Staaten zogen sich nach dem Ersten Weltkrieg politisch wieder aus Europa zurück. Unter den folgenden republikanischen Präsidenten Warren G. Harding und Calvin Coolidge kam es zur Abkehr vom Wilsonianismus und einer vom Isolationismus geprägten Außenpolitik.

#### Wilsons Notenoffensive
In der Nacht vom 3. zum 4. Oktober 1918 ging auf Druck der OHL auf Basis der 14 Punkte eine Note der neu gebildeten deutschen Reichsregierung an den amerikanischen Präsidenten mit der Bitte der Einleitung eines Waffenstillstands. Am 9. Oktober 1918 traf die Antwort von Wilson in Berlin ein, die eine vorbehaltlose Akzeptanz der 14 Punkte forderte. Weiter wurde als Vorleistung die Räumung der besetzten Gebiete im Westen verlangt. Die deutsche Antwortnote vom 12. Oktober bestätigte uneingeschränkt die 14 Punkte Wilsons. Des Weiteren wurde die Bereitschaft zur Räumung der westlichen besetzten Gebiete zum Ausdruck gebracht und abschließend wurde Wilson darüber informiert, das er mit einer Regierung verhandelt, die von der Mehrheit des deutschen Reichstages getragen wird. Die Antwort Wilsons vom 14. Oktober erklärte, dass nunmehr auch die Briten und Franzosen in den Verhandlungen involviert  waren. Ein Mitspracherecht an den Bedingungen der Räumung der Westgebiete oder an den Regelungen des Waffenstillstandes wurde ausgeschlossen. Zudem erhob die Note den Vorwurf, dass das deutsche Reich mit dem U-Bootkrieg sich einer unmenschlichen Kriegsführung schuldig gemacht habe. Ein Waffenstillstand sei nur möglich, wenn Deutschland den U-Bootkrieg beenden würde.
Nach internen Auseinandersetzungen mit der OHL und der Seekriegsleitung setzte die deutsche Reichsregierung schließlich durch, das auch diese Forderung akzeptiert würde. Wilson teilte dann mit, dass man nun bereit war, sich mit dem Gedanken über einen Waffenstillstand auseinanderzusetzen. Die Wirksamkeit der Verfassungsreformen wurde in Frage gestellt. Verhandlungen mit den Militärs und dem Kaiser wurden grundsätzlich ausgeschlossen, so dass Deutschland als Alternative nur eine bedingungslose Kapitulation bleiben würde. Als Kernforderung wurde erhoben, dass der Waffenstillstand nicht nur die Überlegenheit der Alliierten gewährleisten müsse, sondern darüber hinaus auch die Wiederaufnahme von Feindseligkeiten ausschließen muss. Dies wurde dann durch die weiteren Bedingungen des Waffenstillstandes realisiert. Schließlich akzeptierte die Reichsleitung auch diese Forderung.

#### Haltung zu Deutschland

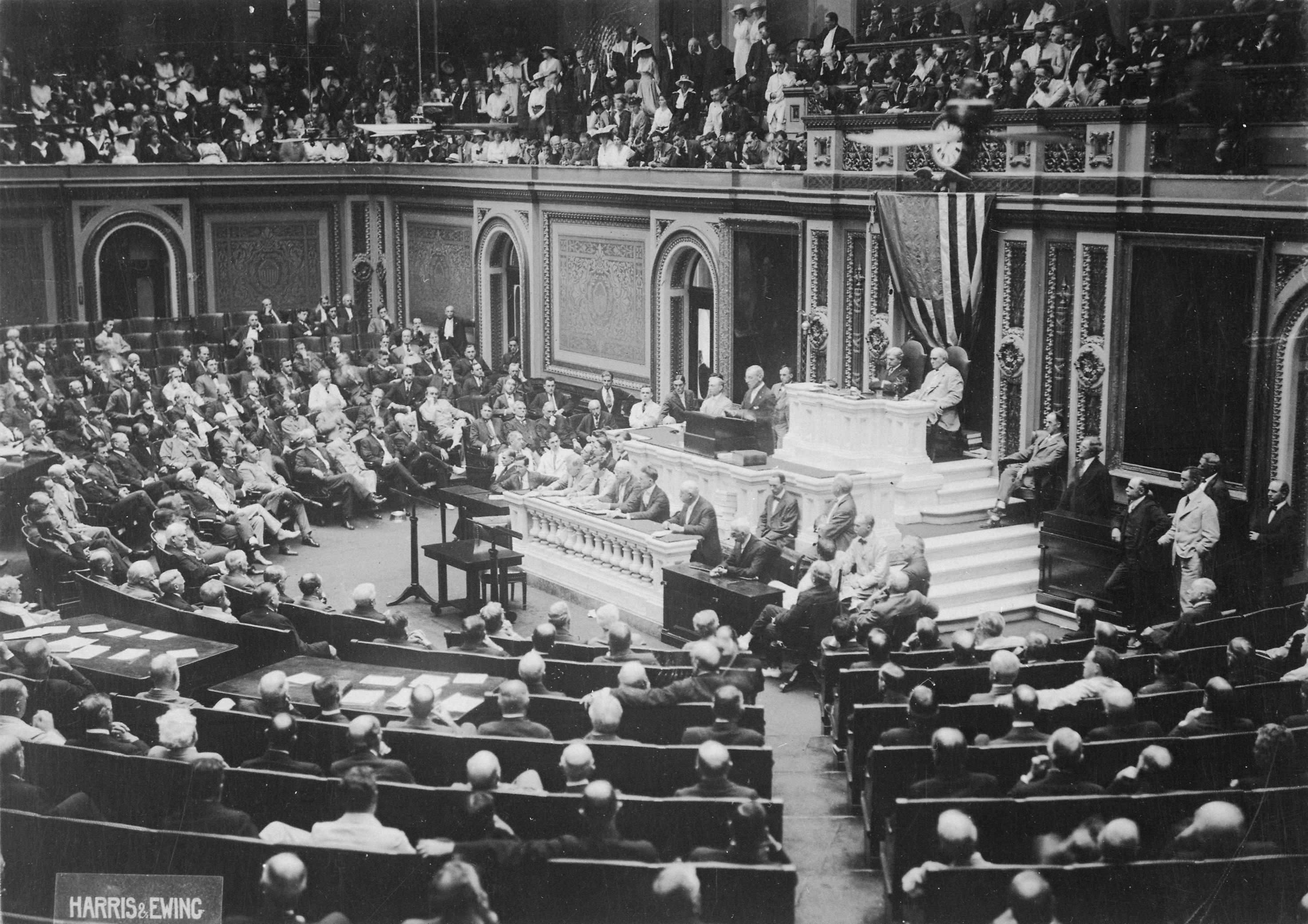
Wilson bei einer Ansprache vor dem Kongress (Februar 1917)

Als Historiker war Wilson Deutschland gegenüber durchaus positiv eingestellt. Er bewunderte Otto von Bismarck und stellte deutsche Institutionen wie die Berliner Gemeindeverwaltung denen im Vereinigten Königreich, das er vor allem schätzte, gleich. Er sprach von einem „panteutonischen“ Erbe; sein Hauptwerk, The State, ist in Teilen ein schlecht verhülltes Plagiat auf Grundlage deutscher Werke.
Sein Deutschlandbild scheint seit 1890 unter dem Kurs Wilhelms II. gelitten zu haben. Allgemein kümmerte sich Wilson als Präsident jedoch zunächst wenig um Europa und dessen politische Verhältnisse und Entwicklungen. Im Weltkrieg empörte ihn beispielsweise die deutsche Zerstörung der belgischen Stadt Löwen und die Missachtung der belgischen Neutralität.
Zwar meinte er Ende 1914 etwa gegenüber einem Reporter, nicht nur Deutschland sei am Ausbruch des Krieges schuld, aber die deutsche Regierung solle von Grund auf geändert werden. Nicht nur die besetzten Gebiete, sondern auch die deutsche Bevölkerung solle von ihren Herrschern befreit werden, sagte er anlässlich der amerikanischen Kriegserklärung im April 1917. Vor allem nach dem harten Frieden von Brest-Litowsk, den Deutschland Russland Anfang 1918 aufgezwungen und den die deutsche Opposition nicht verurteilt hatte, änderte sich Wilsons Auffassung. Nun meinte er, dass nicht nur die deutsche Führung, sondern auch die deutsche Bevölkerung zu bestrafen sei („disciplining Germany“).
So kam es am 14. Juni 1919 in Versailles zu folgendem Ausspruch gegenüber dem britischen Premier David Lloyd George:

“I have always detested Germany. I have never gone there. But I have read many German books on law. They are so far from our views that they have inspired in me a feeling of aversion.”

„Ich habe Deutschland immer verabscheut. Ich bin dort nie gewesen. Aber ich habe viele deutsche Jura-Bücher gelesen. Sie sind so weit von unseren Vorstellungen entfernt, dass sie mich zu einem Gefühl der Abneigung bewegt haben.“

Dieser Ausspruch prägte das populäre Bild eines Deutschland hassenden Wilson in pseudowissenschaftlichen Veröffentlichungen der 1920er und 1930er Jahre.
In Deutschland hatte die Berufung auf Wilsons 14 Punkte große Hoffnungen geweckt, dass der Friedensvertrag milde für Deutschland ausfallen würde. Nach Bekanntgabe der Forderungen der Siegermächte schlugen die Hoffnungen aber in Hass auf Wilson um, gerade unter den westlich, liberal eingestellten Politikern und Intellektuellen. Gerhard Schulz schrieb, man habe in Deutschland Wilson als einzig legitimen Repräsentanten der Alliierten angesehen und sich auf den deutsch-amerikanischen Notenwechsel und den darauffolgenden Waffenstillstand als eine Art Vorvertrag berufen. Die spätere Enttäuschung habe dazu geführt, dass Wilsons Ansehen stärker als das aller anderen Staatsmänner in Paris gelitten habe und „die wahre historische Bedeutung“ Wilsons „in tragischer Weise verzerrt“ worden sei.

#### Erkrankung

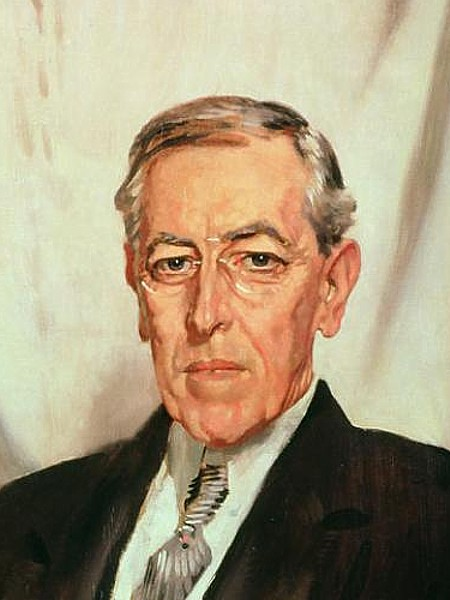
William Orpen: Woodrow Wilson (1919)

Am 25. September 1919 erlitt Wilson einen körperlichen Zusammenbruch und kurz darauf, am 2. Oktober 1919, einen Schlaganfall, der zu einer halbseitigen Lähmung führte. Aufgrund seines körperlichen Zustandes war er danach kaum in der Lage, seine Amtsgeschäfte wahrzunehmen. Sein Leibarzt Cary Travers Grayson weigerte sich jedoch aufgrund seiner engen Freundschaft zu Wilson und seiner Loyalität, ihn für amtsunfähig zu erklären. Folglich kam es auch zu keiner Übernahme der Amtsgeschäfte durch den Vizepräsidenten; vielmehr wurden bis zum Ende von Wilsons Amtszeit zahlreiche exekutive Routineaufgaben von seiner Frau Edith übernommen, die auch maßgeblichen Einfluss darauf hatte, welche Angelegenheiten dem kranken Präsidenten vorgelegt wurden. Diese politisch wie verfassungsrechtlich problematische Situation war einer der wesentlichen Anstöße für die Ausarbeitung des 25. Verfassungszusatzes, der 1967 schließlich klare Regelungen für den Fall der vorübergehenden oder dauerhaften Amtsunfähigkeit des Präsidenten traf.
1919 erhielt Wilson den Friedensnobelpreis „für seine Verdienste um die Beendigung des Weltkriegs und die Gründung des Völkerbunds“.

### Letzte Jahre und Tod

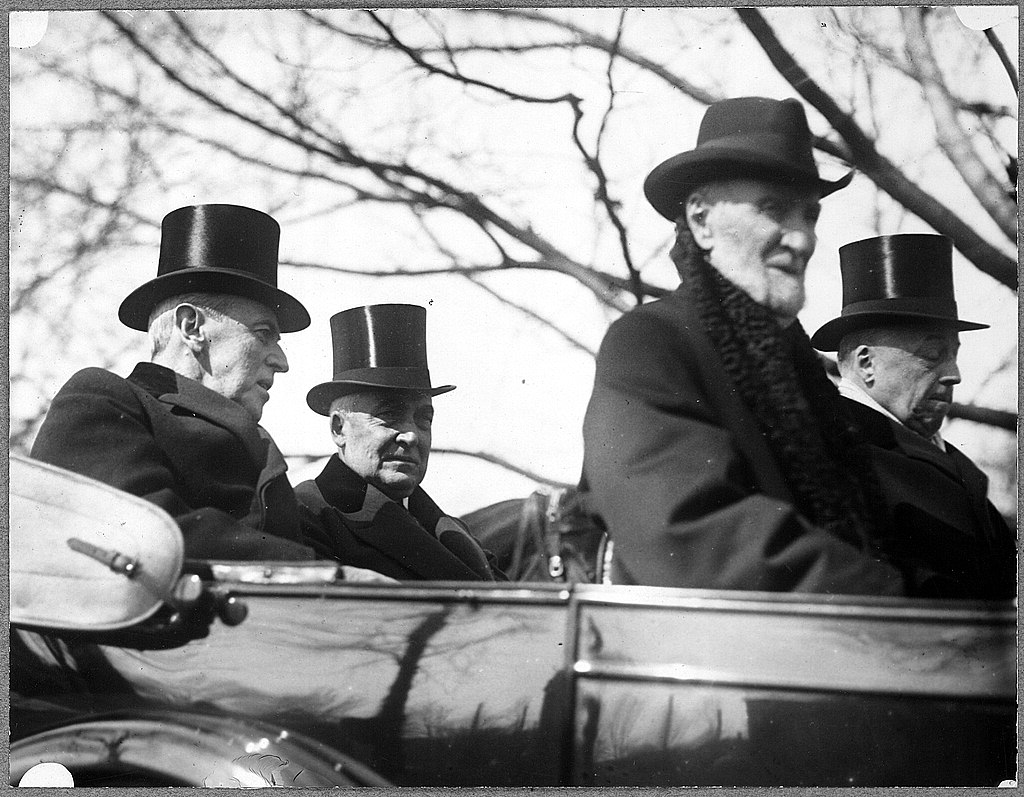
Wilson (Rücksitz links, neben ihm sein Nachfolger Warren G. Harding) auf dem Weg zur Amtsübergabe (4. März 1921)

Wilson hatte zwar mit dem Gedanken gespielt, für eine dritte Amtsperiode zu kandidieren; allerdings wurde dies von führenden Politikern seiner Partei nicht mehr erwogen. Der Präsident bemühte sich letztlich schon aufgrund seiner gesundheitlichen Probleme nicht um eine weitere Amtszeit bei der Präsidentschaftswahl im November 1920. Auch seine Hoffnung auf einen Sieg des demokratischen Bewerbers James M. Cox erfüllte sich nicht: Zu seinem Nachfolger wurde mit sehr deutlicher Mehrheit der Republikaner Warren G. Harding gewählt, der Wilson am 4. März 1921 im Amt des Präsidenten ablöste. Wilson betrachtete die Wahl auch als Referendum über den von ihm angestrebten Beitritt zum Völkerbund, den der Senat während seiner zweiten Amtszeit abgelehnt hatte.
Nach seinem Ausscheiden aus dem Amt wohnte er weiterhin in Washington, erschien jedoch kaum noch in der Öffentlichkeit. Einer seiner letzten öffentlichen Auftritte war das Begräbnis seines Nachfolgers Harding, der im August 1923 unerwartet verstorben war. Woodrow Wilson starb im Alter von 67 Jahren am 3. Februar 1924 und wurde in der National Cathedral in Washington begraben. Mit weniger als drei Jahren hatte er eine der kürzesten Pensionen aller US-Präsidenten.

## Ehrungen

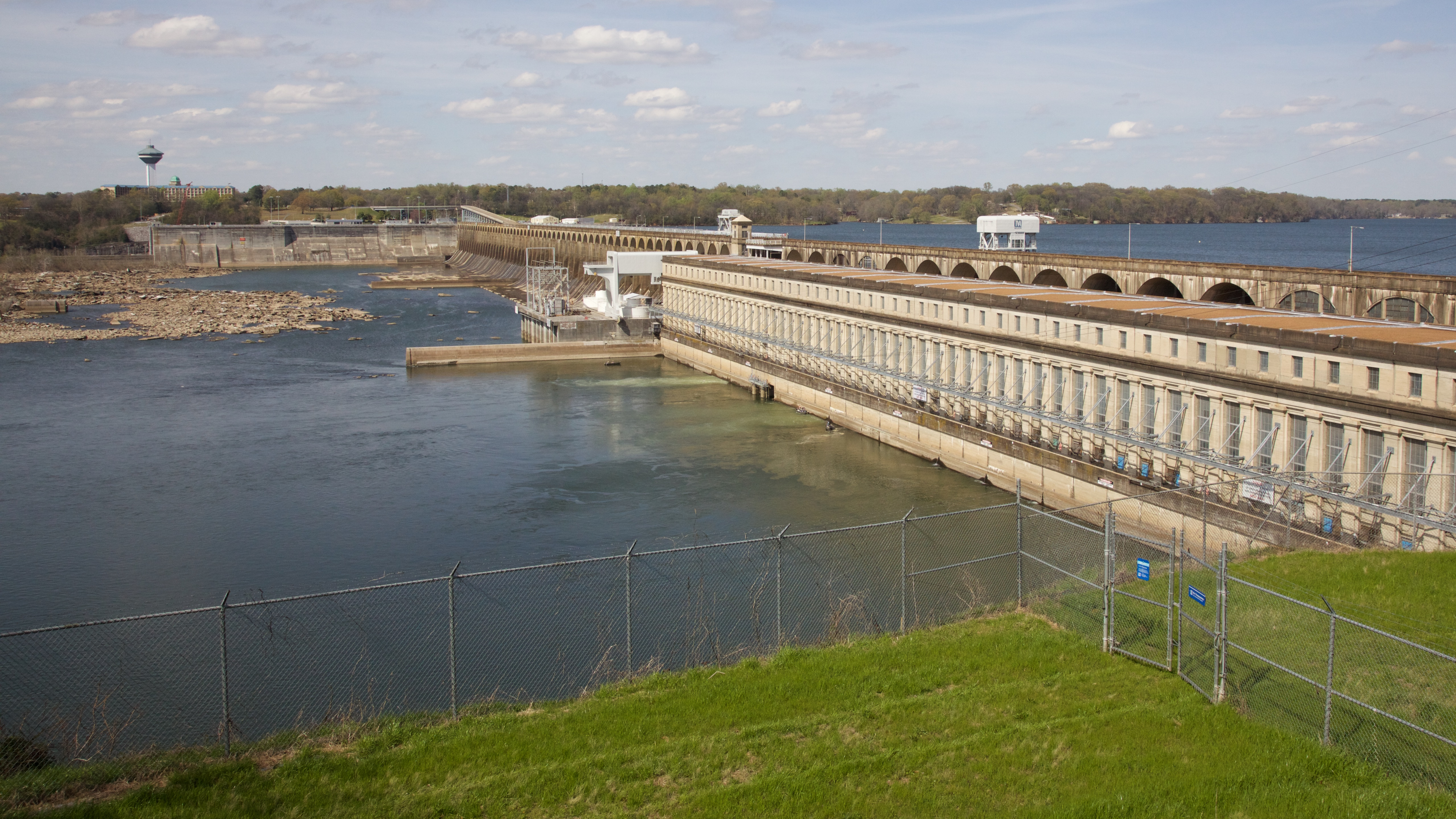
Wilson-Talsperre

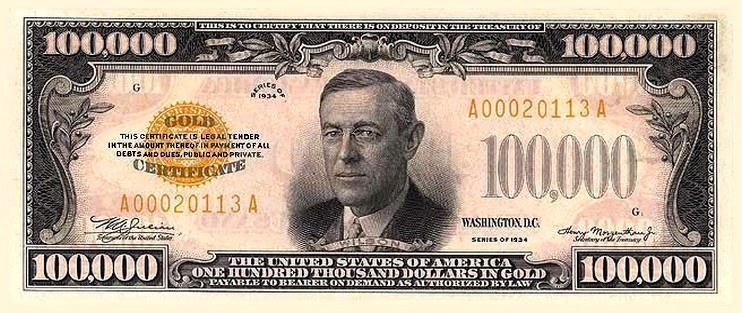
Woodrow Wilson auf der 100.000-$-Banknote

Ihm zu Ehren wurde unter anderem das Kap Wilson an der Nordküste Südgeorgiens benannt, ebenso der Mount Woodrow Wilson in Wyoming, die Wilson-Talsperre in Alabama, die Woodrow Wilson Bridge über den Potomac River sowie das Woodrow Wilson International Center for Scholars in Washington, D.C. Darüber hinaus ist sein Bildnis auf dem 100.000-Dollar-Schein gedruckt, der zwar nie im Umlauf war, aber nach wie vor offizielles Zahlungsmittel ist. In zahlreichen Städten der USA sind Schulen nach ihm benannt. In Puerto Rico gibt es in vielen Städten eine Calle Wilson, in Anerkennung, dass während seiner Amtszeit die Puerto-Ricaner das Bürgerrecht der USA erhielten.
Nach Wilson war des Weiteren die Woodrow Wilson School of Public and International Affairs, ein Institut für Public Policy, Außenpolitik und Entwicklungsforschung an der Princeton University, benannt. Die Black Justice League, ein Zusammenschluss afroamerikanischer Studenten, forderte im November 2015 bei einem 32-stündigen Sitzstreik die Umbenennung der Woodrow Wilson School sowie die Entfernung einer Gedenktafel zu Ehren Wilsons in einer Mensa der Universität. Wilson sei ein Rassist gewesen, weshalb die Präsenz seines Namens auf dem Campus die Gefühle von Minderheiten, insbesondere der Afroamerikaner verletze. Eine 1919 errichtete Wilson-Statue auf dem Gelände der University of Texas at Austin wurde im selben Jahr aus ähnlichen Gründen entfernt. Am 27. Juni 2020 verbreitete die Universitätsleitung von Princeton eine Botschaft des Universitätspräsidenten, dass die Namen sowohl der School of Public and International Affairs als auch des Wilson College geändert würden. Wilsons „rassistische Denkungsart und Politik“ mache ihn „ungeeignet, als Namenspatron für eine Lehranstalt oder ein College zu dienen, dessen Lehrer, Studenten und Alumni fest gegen Rassismus in jeder Form zusammenstehen müssten“.
Auch an der Johns Hopkins University und der James Madison University gibt es nach Wilson benannte Gebäude.

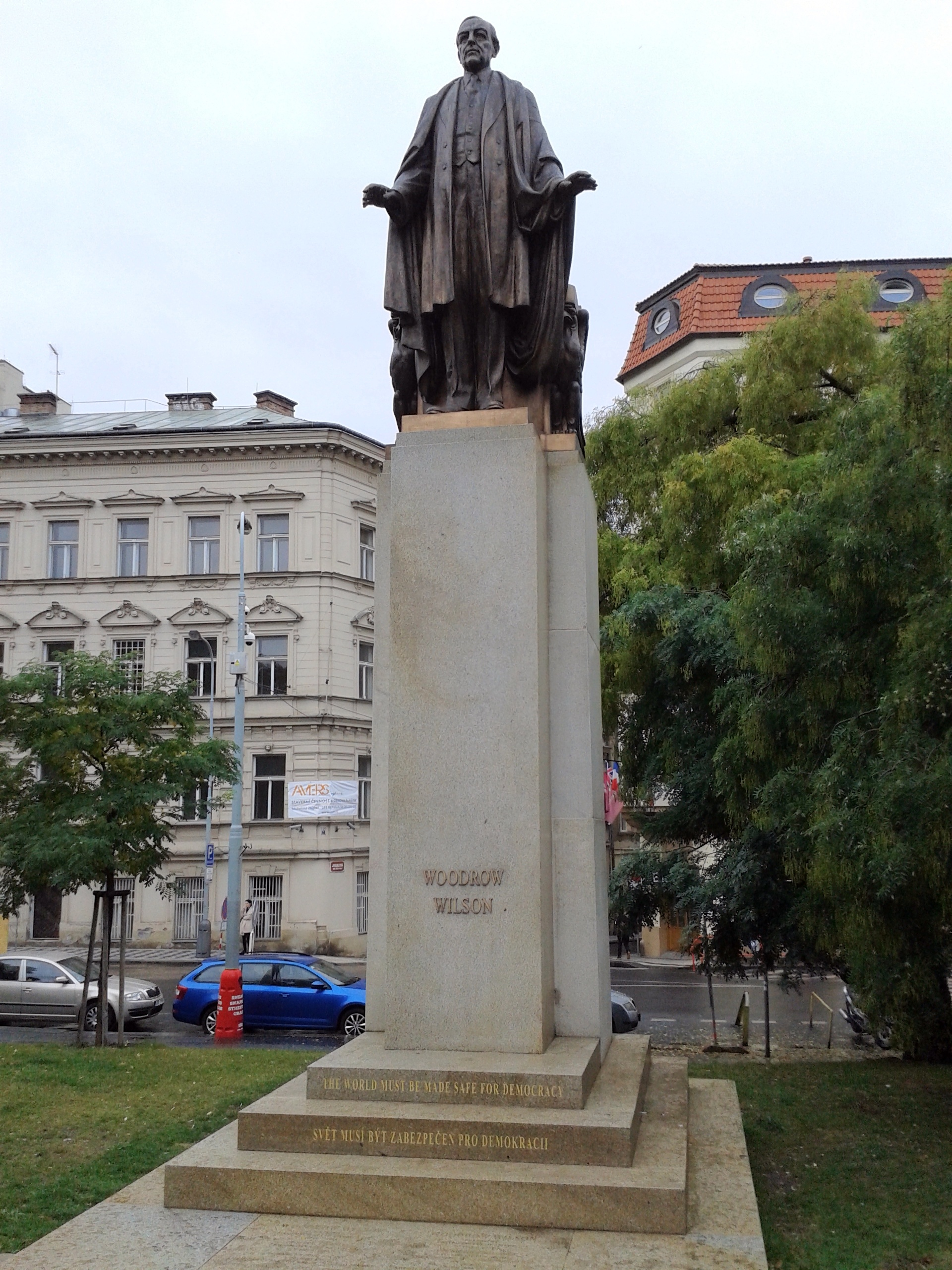
Wilson-Statue in Prag

Außerhalb seines Heimatlandes erfuhr Wilson vor allem in Polen und der ehemaligen Tschechoslowakei Ehrungen, die ihre Unabhängigkeit 1918 maßgeblich aufgrund des in Wilsons 14 Punkten proklamierten Selbstbestimmungsrechts der Völker erhielten. So ist die Wilsonova eine große Hauptstraße in Prag, in dem Park Vrchlického sady vor dem Prager Hauptbahnhof steht seit 2011 wieder eine Statue Wilsons, nachdem die Statue von 1928 im Jahr 1941 von den deutschen Besetzern zerstört worden ist. Der Bahnhof selbst hieß 1919–1940 und 1945–1953 „Wilson-Bahnhof“ (Wilsonovo nádraží). In Warschau ist ein Platz, in Posen ein Park nach Wilson benannt. In Genf gibt es das Palais Wilson, das einst Sitz des von Wilson initiierten Völkerbunds war und heute vom Büro des UN-Hochkommissars für Menschenrechte genutzt wird, sowie das Luxushotel President Wilson. In Frankreich sind die Avenue du Président-Wilson in Paris, der Boulevard Wilson in Straßburg sowie Pont Wilson in Lyon und Pont Wilson in Tours nach dem Präsidenten benannt.

## Rezeption
Laut Stefan Zweigs Sternstunden der Menschheit wurden sein Zögern und sein Messianismus unter anderem zum Verhängnis für einen stabilen Frieden nach dem Ersten Weltkrieg. Der Wilson-Biograph Manfred Berg hat allerdings im Jahr 2016 die bundesdeutsche Außenpolitik „des frühen 21. Jahrhunderts sehr viel stärker in der Wilsonschen Tradition stehen“ gesehen, „als den hiesigen Kritikern amerikanischer Machtpolitik bewusst sein dürfte“.

## Trivia
In den Romanen Methusalems Kinder (engl. Methuselah’s Children) und Die Leben des Lazarus Long (engl. Time enough for love) des Science-Fiction-Schriftstellers Robert A. Heinlein trägt der Protagonist mit dem Pseudonym Lazarus Long den Geburtsnamen „Woodrow Wilson Smith“; in Die Leben des Lazarus Long wird erwähnt, dass er die Vornamen nach Woodrow Wilson bekommen hat.

## Schriften und Reden Woodrow Wilsons
- The Study of Administration In: Political Science Quarterly, Band 2 (1887), S. 197–222
- Der Staat – Elemente historischer und praktischer Politik, autorisierte Übersetzung von Günther Thomas, Berlin/Leipzig 1913
- Nur Literatur – Betrachtungen eines Amerikaners, Berlin 1913
- Die neue Freiheit. Ein Aufruf zur Befreiung der edlen Kräfte eines Volkes. Mit einer Einleitung von Hans Winand. München: Georg Müller, 1914. (The New Freedom – A Call For the Emancipation of the Generous Energies of a People. New York 1913)
- Memoiren und Dokumente über den Vertrag von Versailles anno MCMXIX (R. St. Baker, Hrsg.), in autorisierter Übersetzung von C. Thesing, drei Bände, Leipzig 1923
- A History of the American People, 5 Bände, New York 1908
- Why we are at War: Messages to the Congress, January to April, 1917 – With the President’s Proclamation of War, April 6, 1917, and his Messages to the American People, April 15, 1917; New York 1917
- The People’s War Book and Pictorial Atlas of the World, Containing Official War Reports and Authentic Articles by Marshal Foch, Lloyd George, Woodrow Wilson [etc.], Toronto 1920
- Woodrow Wilson’s Case for the League of Nations. Compiled with his approval by Hamilton Foley. Princeton University Press, Princeton 1923. (Wie aus einer zeitgenössischen Rezension hervorgeht, basiert diese von H. Foley besorgte Zusammenstellung auf Ansprachen Wilsons vor dem Foreign Relations Committee des US-Senats sowie auf 37 öffentlichen Reden, die er 1919 während seiner Rundreise im Westen der Vereinigten Staaten nach seiner zweiten Rückkehr aus Paris gehalten hat)
- War and Peace – The Public Papers of Woodrow Wilson, New York 1927
- The Papers of Woodrow Wilson, 69 Bände, Princeton University Press, Princeton 1961–1994